# صحراسنجي منغزور (سر أسياب يوسفي)
صحراسنجي منغزور (بالإنجليزية: Sohrasnaji Mangezur)‏ هي منطقة سكنية تقع في إيران في كهكيلويه وبوير أحمد. يقدر عدد سكانها بـ 19 نسمة .